# Chiesa di Sant'Apollinare (Chiusi)
La chiesa di Sant'Apollinare si trova a Chiusi.

## Storia e descrizione
L'attuale chiesa fu ricostruita nel XVII secolo al posto di quella più antica che doveva risalire al secolo VI. Fu donata alla congregazione delle Suore Pie Venerine dalla famiglia Giulietti di Chiusi.
Nell'interno c'erano fino all'ultima guerra tracce di affreschi del secolo XV.
La chiesa si presenta attualmente con un semplice prospetto in cotto sormontato da timpano triangolare e tetto a capanna con piccolo campanile a vela.